# Rábade
Rábade és un municipi de la província de Lugo a Galícia. Pertany a la Comarca de Lugo. És el tercer municipi més petit en extensió de Galícia, amb una superfície de 5,2 km² La principal artèria fluvial és el Miño. La seva altitud mitjana és de 400 m.

## Dades bàsiques
- Té una parròquia i un únic nucli de població, per la qual cosa presenta una elevada densitat d'habitants (al voltant de 1.700).
- Sorgeix el 1924 al segregar-se de Begonte.

## Economia local
Rábade constitueix un petit enclavament "urbà" al comptar amb un desenvolupament industrial i comercial notable.

## Arbre centenari
A Tras do Regueiro, zona vella de Rábade, es troba un roure centenari d'admirable bellesa.

## Naturalesa
L'entorn natural del Miño ofereix un paratge excepcional per a la pràctica d'activitats diverses, sent d'interès turístic la "Copa Miño de Piragüisme".

## Fires i Festivitats
- Fires els dies 2 i 22 de cada mes.
- Celebra les seves festes patronals els dies 22 i 23 Gener i el 15 d'Agost s'honra a l'Assumpció de Maria, amb diversos dies d'activitats lúdiques.

## Parròquies
- Rábade (Sant Vicenzo)